# Herb Oruni
Herb Oruni – w latach 1924–1933 symbol gminy, a obecnie nieoficjalny symbol gdańskiej dzielnicy Orunia.

## Wygląd
W albumie gdańskich herbów państwowych, kościelnych i prywatnych „Danziger Wappenwerk” został umieszczony następujący opis:

Im roten Felde auf grünem Boden ein stehender geharnischter Ordens ritter im weißen Mantel mit schwarzem Kreuz auf der linken Brust, dessen Rechte eine Fahnenlanze hält und dessen Linke sich auf den Schild des Deutschen Ordens stützt.

Prof. Marian Gumowski, opierając się na powyższym źródle, tłumaczył to w następujący sposób:

Herb ten wyobraża rycerza krzyżackiego stojącego wprost, w zbroi i płaszczu białym, z czarnym krzyżem na piersiach, trzymającego w prawej ręce proporzec, a lewą opartego o tarczę białą z krzyżem zakonnym. Tło herbu czerwone.

## Historia
26 stycznia 1924 Senat Wolnego Miasta Gdańska specjalną uchwałą nadał gminie oruńskiej herb. Swoją formą nawiązywał on do pieczęci komturów gdańskich z XIV wieku, jednym z nich był Albert von Oer, który, zgodnie z niemieckimi legendami, dał nazwę Oruni. 15 sierpnia 1933, po przyłączeniu miejscowości do Gdańska, herb przestał pełnić rolę znaku urzędowego. Dziś dzielnica Orunia-Św. Wojciech-Lipce nie używa herbu jako swojego symbolu (z racji przynależności Lipiec i Św. Wojciecha do jednej dzielnicy z Orunią), jest on jednak umieszczany na budynkach użyteczności publicznej.